# Жилин, Андрей Владимирович
Андрей Владимирович Жилин (род. 26 сентября 1981г, Москва) — российский музыкант, исполнитель на традиционной японской флейте сякухати, исполнитель на традиционном японском сямисене (цугару сямисен), композитор и преподаватель по классу сякухати, основатель движения «Сякухати в России», основатель московской группы японской музыки «Тори».

## Биография
Родился в Москве 26 сентября 1981 года. В школьные годы сменил несколько школ: 1152, 930, лицей «Москвич», лицей «Воробьёвы Горы». Окончил Московский государственный институт экономики, статистики и информатики (МЭСИ) по специальности информатик-экономист. Занятия музыкой начал с 1989 года сначала в составе подростковых любительских групп («Сухари Мочёные» с Николаем и Алексеем Харитоновичами , NHL с Николаем Харитоновичем и Дмитрием Павлюковым, «Floyd Rose» с Кириллом Дудинским), а затем в составе институтских рок-группы (NTO-Baraka, Non Compos Mentos). В начале 2006 года присоединился в качестве барабанщика к группе Los Aybolitos под руководством Сергея Самойленко, где и играл до 2007 года. 
В 2006 году познакомился с традиционной японской флейтой сякухати. В 2007 основал движение «Сякухати в России». Изначально движение было организовано в виде интернет-форума. В 2008 году возникли серьёзные разногласия между адептами строгого традиционного подхода к исполнению музыкальных произведений и приверженцами нового современного стиля. После устранения этих разногласий форум превратился в свободно пополняемую энциклопедию знаний по сякухати на русском языке. В ходе активной работы в 2008—2016 годах участниками сообщества были переведены с японского и английского языков на русский научные, научно-популярные и религиозные работы, связанные со смыслом использования сякухати в Японии. Например, «Тоска по колоколу» Райли Ли, трактаты Хисамацу Фуё и проч. С 2012 по 2015 год принимал участие в концертах ансамбля Wa-On при МГК им. Чайковского. Дважды участвовал в гала-концертах флейтового конкурса им. Ю. Н. Должикова, организуемый Фондом Должикова.
Как музыкант, Андрей Жилин выпустил несколько альбомов с пьесами на флейте сякухати, один альбом с «поющими чашами», несколько сборников с концертными записями пьес на сякухати «Хроники Пустоты», один сборник стихов Геннадия Курскова под аккомпанемент электронной музыки и звуков природы «Отзвуки иного измерения», написал музыку и продюсировал выпуск альбома хип-хоп группы Pyrosmoney «Фрактальный нарциссизм». Написал музыку к фильму «Ронин и Смерть» режиссёра Евгения Гордюхина. В 2013 году была организована краудфандинговая компания по сбору средств на съёмки. В 2014 году познакомился с флейтистом Коити Ёсида. Совместно с Коити сформировал коллектив «Коити Ёсида и Загадочная Группа», где играл на бас-гитаре. В 2015 году Андрей прошёл стажировку по курсу «Tom Hess Musical Career Mentoring Program». В том же 2015 году с гитаристом Олегом Москалёвым создал группу японской музыки «Тори».
В 2012 году был приглашен для участия во всемирном фестивале сякухати (World Shakuhachi Festival) в Японии в Киото.
С 2014 года постоянный участник московского фестиваля японской культуры JFest.
Также в 2014 году участвовал в одном концерте Los Aybolitos в качестве бас-гитариста.
13 марта 2016 года участвовал в фестивале японской культуры в Южно-Сахалинске по приглашению и при поддержке генерального консульства Японии в г. Южно-Сахалинске.
С 2012 года является учеником Марко Лиенхарда, линии передачи традиции сякухати Йокояма Кацуя.
Даёт интервью в прессе и на телевидении (см. примечания).
В 2020 году снялся в короткометражном фильме Георгия Романова "Blown"

## Дискография

#### Официальные релизы
«Тишина и Звук» — звуки бамбуковых флейт сякухати и хоттику на фоне природы. Записи создавались в разных местах: Москва, Московская область, Тульская область и на Сицилии. Работа над записью началась осенью 2010 года и закончилась осенью 2011 года и включает в себя полный круг времён года: Осень, Зима, Весна, Лето и снова Осень. Издано через агрегатор CDBaby на iTunes, Google.Play и Spotify, а также на Яндекс. Музыке и на российском стриминговом сервисе Круги в 2011 году..
«Покой и Свобода» — на этом диске записаны традиционные японские медитативные пьесы в жанре Хонкёку, а также несколько авторских композиций Андрея. Издано на CDBaby, iTunes, Google.Play и Spotify, а также на Яндекс. Музыке и на российском стриминговом сервисе Круги в 2014 году.
«Последний день лета» — третий сольный альбом Андрея Жилина. Это музыка для струнного квартета, классической гитары и японской бамбуковой флейты сякухати. Здесь собраны традиционная японская музыка, авторские произведения Андрея и другие мелодии. В отличие от предыдущих работ эта гораздо ближе и понятнее неискушенному слушателю, далекому от мира японской традиции. В этой записи также принимал участие американский гитарист Грегори Фрюс и петербургский композитор и мультинструменталист Роман Стансков, а также петербургский флейтовый дуэт «Два Бамбука». Издано на iTunes, Google.Play и Spotify, а также на Яндекс. Музыке и на российском стриминговом сервисе Круги в 2016 году. В 2018 году заглавная пьеса альбома была выпущена лейблом Rehegoo как самостоятельно клипом на YouTube, так и в разделе компиляций «Summer Adventure (World Music 2018 — Special exotic mix of sounds)», «Compilation of Sounds: Epic Soundtracks».
Группа Pyrosmoney, альбом «Фрактальный нарциссизм» — в 2017 году началась работа по написанию музыки к дебютному альбому московской хип-хоп команды. Андрей написал основную часть музыки. В одном из треков ему помог Дмитрий Павлюков. Слова и вокал Алексея Боровика, второй вокал Ксения Казанцева (Внучка Фантаста). В 2019 году работа была завершена и альбом «Фрактальный нарциссизм» выпущен на iTunes, google.Play, Spotify, Яндекс. Музыка и на российском стриминговом сервисе Круги в 2019 году.
«Отзвуки Иного Измеренья» — коллаборация поэзии и инструментальной музыки. Стихи Геннадия Курскова, поэта из Нижнего Новгорода, читает Дмитрий Соколов, аккомпанемент Андрея Жилина. Издано на iTunes, CDBaby и Spotify, а также на Яндекс. Музыке и на российском стриминговом сервисе Круги в 2019 году.
«Последний день лета» — дебютный альбом группы «Тори». В записи сочетаются классические японские и европейские инструменты: флейта сякухати, классическая гитара и скрипка. Издано на Apple Music, Spotify, Google.Play, а также на Яндекс. Музыке и на российском стриминговом сервисе Круги в 2020 году. Группа сделала первый в своей истории выпуск альбома он-лайн во время эпидемии коронавируса COVID-19
Итибан — дебютный альбом народной японской музыки с проектом "Нататами" (А. Жилин, Т. Речная, О. Санковский) на стриминговых площадках (Apple Music, Spotify), CD, виниле

#### Сборники, коллаборации, бутлеги, свободное скачивание
«Муравьиная тропа» — первые опыты с флейтой хоттику. Четыре композиции импровизационного характера по мотивам буддийских книг и верований. Издано самостоятельно на российском стриминговом сервисе Круги в 2007 году.
«Случайные звуки» — три композиции на тибетских и индийских «поющих чашах», а также на «поющем кварцевом кристалле». Издано самостоятельно на российском стриминговом сервисе Круги в 2010 году.
«Ронин и Смерть» — звуковая дорожка к одноимённому фильму петербургского режиссёра Евгения Гордюхина. Издано самостоятельно на российском стриминговом сервисе Круги в 2015 году.
«Convergence. Various Artists» — Сборник разнообразной музыки, явившийся результатом обучения Андрея Жилина на курсе «Tom Hess Musical Career Mentoring Programm». От тяжелого рока до фанка, от восточных мелодий на бамбуковой флейте до авторской песни. Издано самостоятельно на российском стриминговом сервисе Круги в 2015 году, а также в Америке тиражом CD 1000 экз.
«День Ноября» — запись концерта для классической гитары и флейты сякухати. Концерт прошёл в Нижнем Новгороде 22 ноября 2015 года. На классической гитаре — Олег Москалёв. Издано самостоятельно на российском стриминговом сервисе Круги в 2015 году.
«Диалог» — сборник записей с концертов Андрея Жилина и Сергея Максименко в Киеве в декабре 2015 года. Андрей Жилин — сякухати, зентаку и флейта акебоно. Сергей Максименко — сякухати, гитара. Издано самостоятельно на российском стриминговом сервисе Круги в 2015 году.
«Сфера» — это сборник записей с репетиций, студийные записи, не вошедшие в предыдущие альбомы, и все то, что не помещается в строгие стилистические рамки. В записи использованы различные флейты. Пьеса «На облаке» исполнена на китайском инструменте Бау или Баву. На треке «Соображения о театре Но» звучит древняя японская флейта Но-кан. Пьеса «Любовная лирика 4-го тысячелетия» исполняется на одном из самых известных китайских инструментах — флейте Сяо. Пьеса «Птицы» исполнена на одной из самых больших бамбуковых флейт в мире длиной 3.6 японских сяку (примерно около метра, если точнее, то 109,08 см). И пьеса «Торжество тишины» также записана на этой же флейте. Издано самостоятельно на российском стриминговом сервисе Круги в 2016 году.
Сборники «Хроники пустоты» — серия сборников, в которой собраны наиболее интересные записи концертов и репетиций традиционной и современной японской музыки. В концертах принимали участие музыканты из Японии, России и Украины. Вышло 6 сборников на российском стриминговом сервисе Круги с 2010 по 2012 года.
«Коити Ёсида и загадочная группа» — сборник концертных записей с Коити Ёсида на сякухати.
«Медвежья яма» — Сборник песен на стихи Алексея Павловского и Елизаветы Наркевич. Записано самостоятельно в 2000 году. Издано самостоятельно на российском стриминговом сервисе Круги в 2019 году.
«Сказки о силе природы» — Сборник сказок группы «Хон Тэ». Записи с концертов и репетиций. Издано самостоятельно на российском стриминговом сервисе Круги в 2019 году.
«Песня про коронавирус» — коллаборация с группой Ильин День на тему коронавируса.

## Концертная деятельность

#### 2006 - 2007 год
Серия концертов 1, 2, 3, 4, 5, 6 в составе группы Los Aybolitos на барабанах в различных клубах Москвы

#### 2010 год
2010 год — 7 концертов, в том числе:
- Первый сольный концерт Гарни сякухати [1] в Санкт-петербурге
- Участие в фестиваль тихой музыки «Дым» в Москве, в Тургеневской Библиотеке.
- Концерт Бамбуковый Суп в магазине Муздеталь в Москве

#### 2011 год
25 концертов, в том числе:
- Гастроли в Киеве
- Организация концертов бамбуковых флейт (при участии Марко Лиенхарда) в Москве и участие в них
- Участие и организация первого Фестиваля сякухати в России «Аруначала Рейбо»
- Участие в Фестивале «Равноденствие», Москва, Чайный Дом Белого Журавля
- Концерты на выставке «Самураи: Art of War» — Два сокровища у Самураев, Москва.
- Гастроли в Санкт-Петербурге, клуб «Книги и Кофе», [1]
- Участие в цикле лекций-концертов № 20. Путь Звука в Государственном музее востока

#### 2012 год
21 концерт, в том числе:
- Участие в цикле лекций-концертов Звук Дзен: от древности до наших дней (禅の音) в Государственном музее востока
- Организация и участие в концертах и мастер-классах с Марко Лиенхардом
- Первый концерт окинавской музыки «Hai Sai Okinawa»

#### 2013 год
18 концертов, в том числе
- Участие в концерте Хинамацури (День Девочек), ансамбля Wa-On
- Участие в цикле концертов традиционной японской музыки в Государственном музее востока
- Совместные гастроли в Санкт-Петербурге с Коити Ёсида (ГЭЗ21, кафе SAMADEVA), два концерта
- Первый концерт, [1] для сякухати и классической гитары «Последний день лета», Москва, чайная Мой Чай на Никитской
- Серия концертов ([1], [2], [3], [4], [5]) на бас-гитаре с Коити Ёсида (сякухати) и Владимиром Глушко (Перкуссия).
- Организация и участие в концертах и мастер-классах с Марко Лиенхардом (Москва, Тургеневская Библиотека)

#### 2014 год
15 концертов, в том числе:
- Второй концерт для сякухати и классической гитары в ДМШ им. Гилельса
- Серия концертов ([1], [2], [3], [4], [5])в Москве и Нижнем Новгороде на бас-гитаре с Коити Ёсида (сякухати), Владимиром Глушко (Перкуссия) и Денисом Устюжаниным (гитара).
- Участие ([1]) в концерте ансамбля Wa-On в Чайном Доме Белого Журавля, Москва

#### 2015 год
Основные концерты:
- Участие в цикле концертов традиционной японской музыки в Государственном музее востока
- Организация концерта и мастер-класса Марко Лиенхарда в Москве и участие в концерте в анти-кафе FreeLabs ([1], [2])
- Концерт в Минске в чайном клубе «Чайная Почта»
- Первый концерт с классической гитарой (Олег Москалёв) в гостях у дома японской культуры Мирай.
- Два концерта в Нижнем Новгороде (клубы Артфоника и Новый Акрополь). После концерта с классической гитарой в клубе Новый Акрополь был выпущен сборник «День Ноября»
- Два концерта в Киеве. После этих концертов выпущен сборник «Диалог» при участии Сергея Максименко (сякухати).
- Один концерт в составе группы Los Aybolitos на бас-гитаре

#### 2016 год
Основные концерты:
- Гастроли в Южно-Сахалинске при поддержке генерального консульства Японии в г. Южно-Сахалинске
- Гастроли в Челябинск — два концерта и мастер-классы по сякухати.
- Выпуск сольного альбома «Последний день лета» и первый концерт в составе группы «Тори» приуроченный к выходу альбома.
- Гастроли в составе группы Тори в Нижнем Новгороде.
- Организация, проведение и участие в концерте Марко Лиенхарда в Чайном Доме Белого Журавля.

#### 2017 год
Основные концерты:
- Вечер любителей сакэ в Читал-кафе в составе группы «Тори» ([1], [2], [3])
- Концерт на бас-гитаре в составе группы «Коити Ёсида и Загадочная группа» в клубе «Белые Облака»
- Живое озвучивание фильма «Голый остров» в Аннекирхе в Санкт-петербурге при участии солистов Wa-On и петербургского флейтового дуэта «Два Бамбука»
- Серия концертов ([1]) группы «Тори» в Читал-Кафе
- Подготовка и проведение второго ежегодного фестиваля сякухати «Сякухати Тайкай 2017»
- Гастроли в Нижний Новгород, два концерта — в составе группы «Тори» на сякухати ([1]) и концерт для фортепиано и сякухати с Геннадием Курсковым ([2])
- Участие в вечере Японской культуры тверского православного клуба «Сеятель»
- Участие в вечере «Тверские корни русской Аляски» тверского православного клуба «Сеятель» в составе группы Slow Train на акустической гитаре
- Новогодний концерт группы «Тори» в Доме Белого Журавля

#### 2018 год
Основные концерты:
- В составе группы «Тори» участие в Никитинских встречах, совместно с Сергеем Никитиным
- Гастроли в Ярославле и в Санкт-Петербурге в составе группы «Тори»
- Участие в ежегодном фестивале японской культуры J-Fest 2018 в составе группы «Тори»
- Концерт в Темноте «Жизнь у моря»
- Концерт в ЦМШ № 1 на флейтовом Фестивале им. Ю. Н. Должикова ([1], [2], [3])
- Подготовка и проведение третьего ежегодного фестиваля «Сякухати Тай Кай 2018» в Чайном Доме Белого Журавля

#### 2019 год
Основные концерты:
- Концерт в составе группы «Тори» в книжном клубе «Гиперион»
- Гала-концерт «World music в Кафедральном». «Орган, кельтская арфа и японская флейта» в кафедральном соборе Святых Петра и Павла. Организатор — фонд Бельканто
- Два концерта в составе группы «Тори» на фестивале японской культуры J-Fest 2019
- Концерт в книжном клубе «Гиперион» в составе группы «Тори»
- Участие в составе группы «Тори» в городском фестивале японистики «Юкарихон: строфы и стрелы»
- Участие в составе группы «Тори» во флейтовом фестивале им. Ю. Н. Должикова
- Концерт в составе группы «Тори» в рамках фестиваля «Вкусы Японии» в культурном центре «Белые облака»
- Проведение фестиваля «Сякухати Тай Кай 2019» в чайном клубе "ДАО"

#### 2020 год
Основные концерты:
- Концерт в галерее "Беляево" 25 января
- Концерт в составе проекта "Нататами" (народная японская музыка) во всероссийской библиотеке иностранной литературы